# David Briggs (producteur)
Ne doit pas être confondu avec David Paul Briggs.
David Briggs est un producteur de musique américain né à Douglas dans le Wyoming (États-Unis) le 29 février 1944 et décédé le 26 novembre 1995.
Il commence sa carrière en 1968 où il produit le premier album de Neil Young intitulé Neil Young.
David eut en 1969 un fils Lincoln, avec l'artiste Shannon Forbes. En 1988, il se maria avec Bettina Linnenberg.

## Producteur et coproducteur de Neil Young
- 1968 : Neil Young
- 1969 : Everybody Knows This Is Nowhere
- 1971 : After the Gold Rush
- 1974 : On the Beach
- 1975 : Tonight's the Night
- 1975 : Zuma
- 1977 : American Stars 'n Bars
- 1978 : Comes a Time
- 1979 : Rust Never Sleeps
- 1979 : Live Rust
- 1981 : Re-ac-tor
- 1982 : Trans
- 1985 : Old Ways
- 1987 : Life
- 1990 : Ragged Glory
- 1991 : Weld
- 1993 : Unplugged
- 1994 : Sleeps with Angels

## Producteur et coproducteur d'autres artistes
- 1970 : Alice Cooper - Easy Action
- 1970 : Tom Rush - Wrong End of the Rainbow
- 1970 : Spirit - Twelve Dreams of Dr. Sardonicus
- 1971 : Nils Lofgren & Grin - Grin
- 1972 : Nils Lofgren & Grin - 1+1
- 1972 : Spirit - Feedback
- 1972 : Steve Young - Seven Bridges Road
- 1986 : Bradley Ditto - Check Me Out
- 1992 : Nick Cave and the Bad Seeds - Henry's Dream
- 1995 : Royal Trux - Thank You